# Лазарев, Дмитрий Ильич
Дмитрий Ильич Ла́зарев (1922—1991) — участник Великой Отечественной войны, Герой Советского Союза.

## Биография
Родился 8 ноября 1922 года в селе Братовщина ныне Калтасинского района Башкортостана в крестьянской семье. Русский. Окончил 7 классов. Работал в колхозе.
В Красную Армию призван в октябре 1941 года Калтасинским райвоенкоматом Башкирской АССР.
В боях Великой Отечественной войны с июня 1942 года. Бил врага на Юго-Западном, Воронежском, Степном, 2-м Украинском, 1-м Белорусском фронтах. Участвовал в Курской битве, форсировал Днепр, Прут, Вислу, Одер, громил фашистов в Берлине. Четырежды был ранен.
21 января 1945 года артиллерийский дивизион 34-й гвардейской мотострелковой бригады (12-й гвардейский танковый корпус, 2-я гвардейская танковая армия, 1-й Белорусский фронт), где командиром орудия служил гвардии сержант Дмитрий Лазарев, следуя ночным маршем, столкнулся с засадой противника в районе западнее польского города Иновроцлав. Пользуясь темнотой, Д. И. Лазарев вместе с бойцами расчёта подкатил орудие на 200 метров к вражеской батарее и метким огнём уничтожил три пушки. Фашистские автоматчики обошли советских артиллеристов и напали с тыла. Видя, что разворачивать орудие поздно, орудийный расчёт Лазарева забросал гитлеровцев гранатами и расстрелял из автоматов. Исход боя был решён. Противник уничтожен.
Указом Президиума Верховного Совета СССР от 27 февраля 1945 года за образцовое выполнение заданий командования и проявленные мужество и героизм в боях с немецко-фашистскими захватчиками гвардии сержанту Лазареву Дмитрию Ильичу присвоено звание Героя Советского Союза с вручением ордена Ленина и медали «Золотая Звезда» (№ 5730).
В апреле 1948 года старшина Лазарев Д. И. был демобилизован. Избрав местом жительства город Ярославль, Д. И. Лазарев здесь учился, работал в книжном издательстве, затем — заместителем директора Ярославского музея-заповедника по хозяйственной части.
Умер 27 февраля 1991 года. Был похоронен на Западном гражданском кладбище (Чурилково). В 1993 году останки перезахоронены на Аллее Героев Воинского мемориального кладбища Ярославля.

## Награды
- Медаль «Золотая Звезда» Героя Советского Союза (27.02.1945)[1][2].
- Орден Ленина (27.02.1945).
- Орден Красного Знамени (05.02.1945)[3].
- Орден Отечественной войны 1-й степени (06.04.1985)[4].
- Орден Отечественной войны 2-й степени (28.06.1945)[5].
- Орден Красной Звезды (12.01.1945)[6].
- Медали.

## Память
В посёлке городского типа Краснохолмский Калтасинского района Башкирии именем Героя Советского Союза Д. И. Лазарева названа улица, а в районном центре, селе Калтасы, 9 мая 1985 года торжественно открыт его бюст.